# V zajetí Vikingů

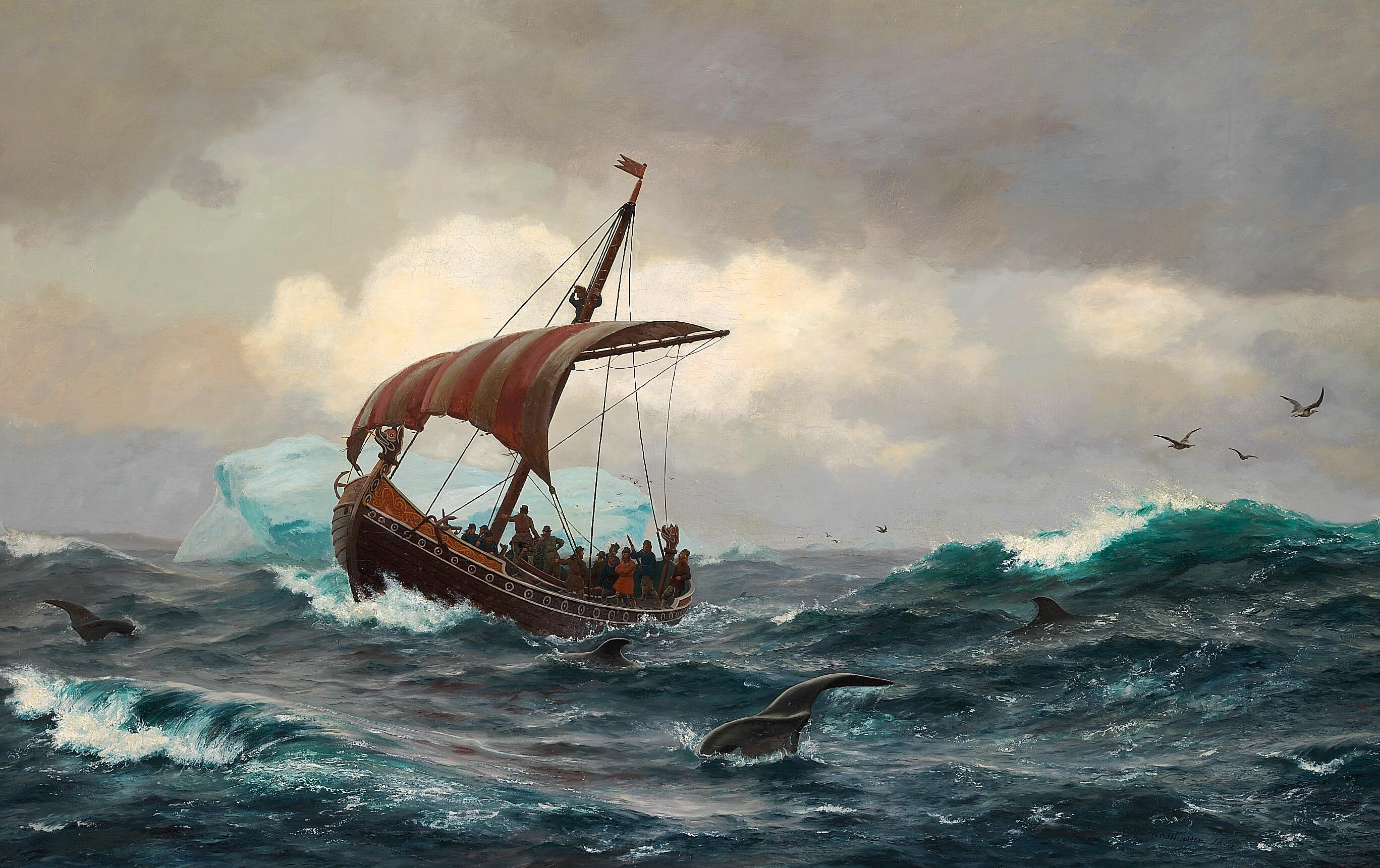
Vikingská loď

V zajetí Vikingů je název společného českého vydání dvou dobrodružných a na sebe navazujících románů norské spisovatelky Torill Thorstad Haugerové. Jde o první dva díly autorčiny šestidílné série z doby Vikingů z 10. století, o romány Røvet av vikinger (1978, Uneseni Vikingy) a Flukten fra vikingene (1979, Útěk před Vikingy).
Kniha vyšla roku 1988 v pražském nakladatelství Albatros v překladu Hany Ševčíkové jako 180. svazek edice Knihy odvahy a dobrodružství. V knize se první díl jmenuje Únos a druhý díl Útěk.

## Obsah knihy

### Únos
Jedenáctiletý Patrik a desetiletá Sunnita jsou sourozenci a žijí se svou rodinou v Irsku ve vesnici na pobřeží. Prožívají bezstarostné dětství a jen z doslechu se dozvídají o řádění loupeživých a krutých Vikingů. Jednoho dne však Vikingové vesnici přepadnou a vypálí a sourozence unesou do Norska. Zde se stanou otroky mocného jarla Håkona a dostanou nové jméno Reim a Tira. Život v otroctví jim přináší drsné zážitky a krutou dřinu, ale také nové přátele, jako například jarlova syna Sigurda, pojmenovaného podle hrdiny staré severské ságy. Oba sourozenci však neustále doufají, že se jednou dostanou zpět domů.
Když jarl Håkon na jednom vikingském nájezdu zahyne, přepadnou jeho dvorec ziskuchtiví sousedé. V nastalém zmatku se sourozencům podaří uprchnout a dostat se k sedlákovi Bredemu a jeho ženě Bergliotě, kteří s otroky zacházejí v podstatě stejně jako s lidmi svého vlastního stavu.

### Útěk
Sedlák Brede se rozhodne opustit svou chudou půdu v Norsku a vydat se na Island, aby si tam vybudoval nové hospodářství. Na loď sebou vezme své ovce a kozy, otroky včetně Reima a Tiry a také všechny členy své domácnosti. Společně s ním vyplují ještě dvě další lodě, ale na Islandu přistane jen Bredova loď. Ostatní byly zřejmě zničeny během bouře, která je na cestě potkala.
Brede si zabere na Islandu volnou půdu a vystaví si tam dvorec. Syn bohatého souseda Grim ukradne Reimovi jeho luk a zabije s ním Håkonova příbuzného Narveho, se kterým se dostal do sporu. Z vraždy je obviněn Reim, pravda se sice ukáže, ale Reima s Tirou chtějí poslat jako uprchlé otroky zpět do Norska. Díky přátelům se jim podaří dostat se na obchodní loď plující do Irska a vrátit se domů.